# John Larke
John Larke, né autour de 1500 dans le comté de Norfolk et mort le 4 mai 1535 à Tyburn, est un prêtre catholique anglais, exécuté pour s'être récusé d'avoir signer l'acte de suprematie voulue par le roi Henri VIII. 

## Biographie
Peu d'informations existent sur la vie de John Larke si ce n'est qu'il était un ami personnel de Thomas More dont l'acte de résistence impressionna beaucoup. Formé à la théologie à l'université de Cambridge, ordonné prêtre, il poursuit une brillante carrière ecclésiastique. Il est recteur de Bishopsgate de Sainte-Ethelburga à Londres pendant 26 ans avant de devenir recteur de Woodford dans le Essex, avant de revenir à Londres quatre ans plus tard, en 1530, lorsque Thomas More le nomme vicaire de Chelsea.
En 1534 il n'hésite pas à signer l'acte de suprématie avant de se retracter sous l'influence de Thomas More qui n'avait pas hésité à démissionner de sa charge deux ans avant. Il n'est pas immédiatement inquiété. La pression devenant de plus en plus forte comme sa propre résistance il finit par être emprisonné, jugé et condamné à mort le 15 février 1544. Avec lui sont condamnés à mort pour les mêmes raisons John Ireland, vicar d'Eltham, German Gardiner et Thomas Heywood qui pour échapper à la mort fera acte de soumission. Ils sont exécutés le 7 mars. 

## Vénération
Compté dans le groupe des Cinquante-quatre martyrs anglais, John Larke est béatifié en 1886 par le pape Léon XIII. Il est vénéré le 4 mai.

### Biographie
- (en) Rabenstein, K. I., New Catholic Encyclopedia, vol. 8, Gale Cengage, 2003 (ISBN 0787640123), p. 334.
- (en) Richard Challoner, Memoirs of Missionary Priest, ed. Pollen, 1969.